# Tscheranowski BITsch-7
Die Tscheranowski BITsch-7 (russisch Черановский БИЧ-7; von Boris Iwanowitsch Tscheranowski) war ein sowjetisches schwanzloses Experimentalflugzeug. Ein auffälliges Merkmal war der parabelförmige Tragflügel.

## Siehe auch

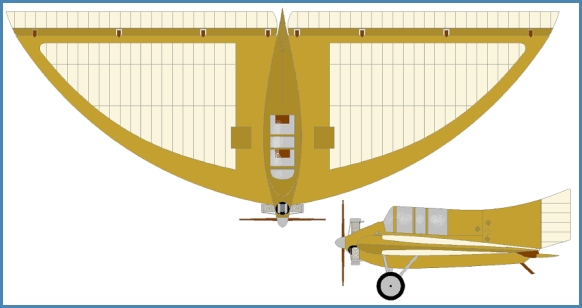
Zeichnung der BITsch-7a

## Entwicklung
Der Konstrukteur Boris Iwanowitsch Tscheranowski beschäftigte sich seit 1921 mit der Idee des Parabelflügels. 1923 entwickelte er das erste mit derartigen Tragflächen ausgelegte Segelflugzeug BITsch-1 „Parabola“, das allerdings nicht flugfähig war. Es folgte 1924 die BITsch-2, mit der erfolgreiche Flüge durchgeführt werden konnten. Tscheranowski stattete den Segler anschließend mit einem Motor aus und entwickelte ihn zur BITsch-3 weiter, die 1926 erstmals flog. Aus diesem Muster entstand die vergrößerte BITSch-7. Im Gegensatz zu ihrem Vorgänger war es zweisitzig ausgelegt und besaß ein geändertes Tragflächenprofil. Die leinwandbespannte Holzkonstruktion mit Einrad-Hauptfahrwerk besaß kleine Seitenruder an den Flügelenden. Bei der Erprobung 1929 erwies sich das Modell als Fehlschlag, denn es gelang dem verantwortlichen Testpiloten Nikolai Blagin nicht, es zum Fliegen zu bringen. Die BITsch-7 wurde anschließend gründlich überarbeitet. Das Fahrwerk erhielt zwei Haupträder, das offene Cockpit wurde durch eine Kabinenhaube abgedeckt, Rumpf- und Tragflächenform geändert und die Seitenleitwerke an den Flügelenden wurden durch ein konventionelles am Rumpfheck ersetzt. Als Antrieb diente ein Bristol-Lucifer-Sternmotor mit 100 PS. Die Flugerprobung des nun als BITsch-7A bezeichneten Musters erfolgte 1932 und wurde wieder von Blagin durchgeführt. Er bemängelte die schwergängige Steuerung, woraufhin die Querruder überarbeitet wurden. Die nachfolgenden Tests ergaben gute Flugeigenschaften, die allerdings durch starke Motorvibrationen beeinträchtigt wurden. Tscheranowski entwickelte im Anschluss das nochmals vergrößerte und mit zwei M-11-Motoren ausgerüstete Nachfolgemodell BITsch-14 von 1934, das sich aber wiederum als Fehlkonstruktion erwies. Als direkter Nachfolger kann die BOK-5 angesehen werden, die 1937 im Büro für Sonderkonstruktionen entstand.

## Technische Daten

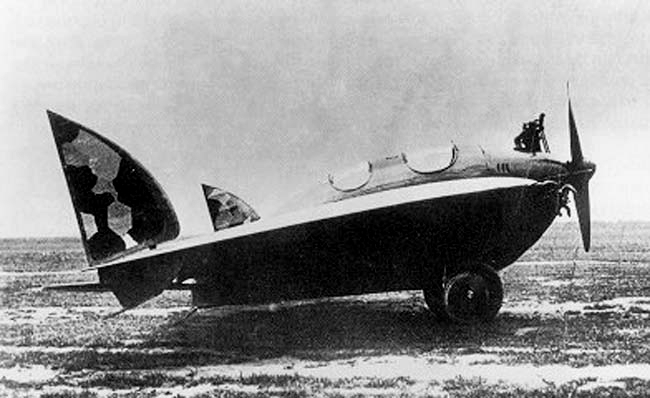
Seitenansicht der BITsch-7

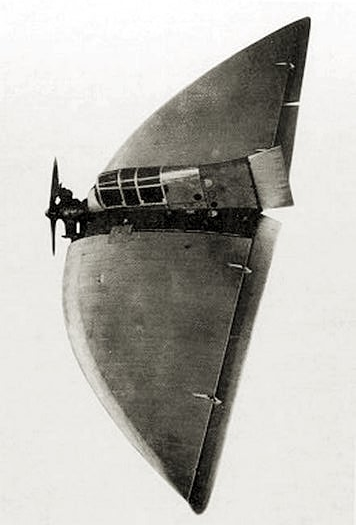
BITsch-7A

| Kenngröße             | (BITsch-7A)                                               |
| --------------------- | --------------------------------------------------------- |
| Besatzung             | 2                                                         |
| Länge                 | 4,74 m                                                    |
| Spannweite            | 12,24 m                                                   |
| Höhe                  | 2,40 m                                                    |
| Flügelfläche          | 30,0 m²                                                   |
| Flügelstreckung       | 5,0                                                       |
| Leermasse             | 627 kg                                                    |
| Startmasse            | 880 kg                                                    |
| Antrieb               | ein luftgekühlter Dreizylinder-Sternmotor Bristol Lucifer |
| Leistung              | 100 PS (74 kW)                                            |
| Höchstgeschwindigkeit | 165 km/h in Bodennähe                                     |
| Reisegeschwindigkeit  | 133 km/h                                                  |
| Landegeschwindigkeit  | 70–75 km/h                                                |
| Dienstgipfelhöhe      | 5000 m                                                    |
| Reichweite            | 350 km                                                    |